# راجمة (سهام نارية)
راجمة أو قاذفة السِهَام النارية (بالكورية: 화차) (بالإنجليزية: Hwacha)‏ عبارة عن آلة حربية دفاعية وهجومية، بدائيّة قديمة، كانت توضع فوق عربة من عربات ثنائية الأرجل، وقد تم تطويرها في شبه الجزيرة الكورية في القرن الخامس عشر للميلاد لخلق موجات من السِهَام ضد الحشود والأهداف المعادية.

## تاريخ
تطور راجمة السِهَام النارية هوشا في بدايات القرن الخامس عشر للميلاد، بغرض الدفاع عن شبه الجزيرة الكورية ضد اليابانيين الغزاة. ويعتقد بعض المؤرخين في شرق آسيا أن راجمة السهام النارية، إلى جانب سفينة السلاحف في منتصف القرن السادس عشر، كان لهن تأثير دفاعي مميز خلال الغزو الياباني لشبه الجزيرة الكورية.
استخدمت راجمة السِهَام النارية هوشا في عديد الحروب البرية التي خاضتها كوريا في القرنين الخامس والسادس عشر للميلاد، أيضًا تم استخدامها في البحرية حيث كانت توضع في الغالب على اسطح السفن الشراعية الحربية، وقد أثبتت فعيليتها في مهاجمة السفن اليابانية من مسافة بعيدة.

## أقسامها

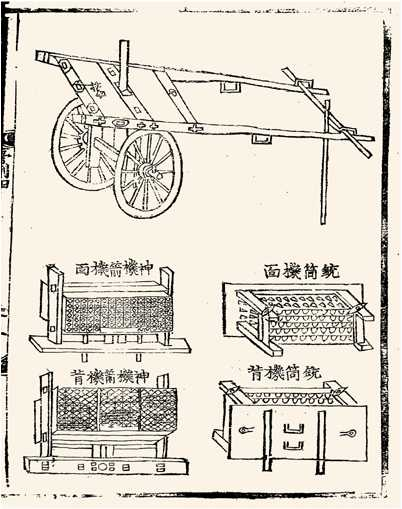
رسمة توضحية لراجمة السهام النارية هوشا.

تتألف راجمة السهام النارية هوشا من عدة أقسام، في الغالب تكون أقسامها مصنوعة من خشب الصنوبروغالبًا ما تكون مصنوعة من خشب البلوط، وهيكل مشابهً للعربات اليدوية. يحتوي الجزء العلوي على منصة إطلاق خشبية سهلة التدوير وتحتوي منصة الإطلاق على 100 إلى 200 فتحة أسطوانية، حيث يوضع فيها الأسهم المثبتة على المقذوفات النارية لإ صابة الأهداف، تكون هذه المقذوفات النارية مثبتة أسفل رؤوس السهام مباشرة.
تتألف ذخيرة راجمة السِهَام النارية هوشا الكورية، من سِهَام يبلغ طول الواحد منها 1.1 متر (3 أقدام 7 بوصة) مع إضافة أنبوب ورق مملوء بالبارود من صواريخ صغيرة تنطلق بعد إشعال هذا البارود حاملة معها السهام لإ تصيب الأهداف المعادية، على غرار سهام النار الصينية القديمة.

## القدرة
يمكن أن تطلق راجمة السهام النارية هذه من 100 سهم إلى 200 سهم من سِهَام الصواريخ النارية لكل رشقة، مع كمية قابلة للتغيير. ويمكن لهذه الراجمة أيضًا أن تطلق ما يصل إلى 100 سهم ناري في نفس الوقت لمسافة تصل إلى 500 متر.
تتطلب المدافع أو مدافع الهاون المستخدمة في الحرب الغربية خلال العصور الوسطى والقرن السادس عشر ذخائر من كرات حديدية ثقيلة، على عكس راجمة السهام النارية هوشا التي تستخدم ذخائر من أسهم رقيقة وخفيفة، مما يجعلها سلاحًا فعالًا وسهل الاستخدام.

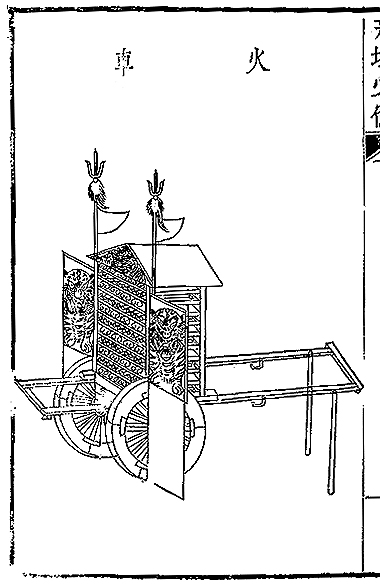
نموذج مطور للراجمة تم إنشاؤها في سنة 1813

استخدمت راجمة السهام هذه في الغالب بشكل دفاعي. ومع ذلك، خلص بعض المؤرخين الغربيين ومن مؤرخي شرق آسيا إلى أنه في بعض الحالات، تم استخدامهم بشكل هجومي في هجمات البحرية على الأهداف الساحلية المعادية، وفي الحرب البحرية أيضًا، لا سيما خلال الغزو الياباني لكوريا مابين أعوام 1592 – 1598م.
تفتقر راجمة السِهَام النارية بدقة سِهَام القِسِيّ أو الأقواس التقليدية، ومع هذا يلعب سلاح راجمات الأسهم النارية دوراً مكملا لدور رماة الأسهم التقليدية في العصور الوسطى فقد لعبت دورًا محوريًا في صد الغزوات في مناسبات عديدة.
أدرك الكوريون كفاءة وفاعلية راجمة السِهَام النارية هوشا تم إنشاء وتطوير ألالات حربية مُماثَلة، لكنها أكبر منها؛ وتم استخدامها بالفعل في المعارك فيما بعد. وتعتبر راجمة السِهَام النارية هوشا القديمة سلف قاذفات الصواريخ المتعددة الحالية.